# Neo Cab
《Neo Cab》，是一款由Chance Agency開發，Fellow Traveller發行的文字冒險遊戲，2019年10月3日於Microsoft Windows、Mac OS以及任天堂Switch上推出。

## 遊戲內容
該遊戲是一款賽博龐克風格的文字冒險遊戲，玩家在遊戲內會扮演計程車司機「莉娜」在這個陌生城市中駕駛計程車維持生計，遊戲中玩家可以透過計程車上的應用程式選擇想要載運的乘客，載運乘客中玩家必須與乘客進行對話增加好感度，獲得高評價之後才能繼續駕駛計程車。遊戲中雖然駕駛計程車維持生計固然重要，但也必須顧及到自己的心理健康。遊戲劇情在講述莉娜突然遭遇變故，朋友薩薇也遭到通緝而下落不明，身無分文又無家可歸的她只得駕駛計程車維持生計，並在沿路路途上尋找朋友薩薇的蹤跡。

## 外部連結
- 《Neo Cab》Steam頁面（页面存档备份，存于）
- 《Neo Cab》在視覺小說數據庫的頁面 （英文）